# Millennium Palace
Le Millennium Palace est un gratte-ciel résidentiel de 177 mètres construit en 2014 à Balneário Camboriú au Brésil.